# داهوا تکنولوژی
شرکت فناوری ژجیانگ داهوا یا داهوا تکنولوژی یک شرکت سهامی عام مستقر در منطقه بینجیانگ، هانگژو است که تجهیزات نظارت تصویری تولید می‌کند. بخشی از این شرکت معادل ۱۱٫۶۷٪ تا سال ۲۰۲۳ متعلق به دولت بوده است. داهوا در سال ۲۰۰۱ توسط تکنسین سابق صنایع دفاعی فو لیکوان، که به عنوان رئیس شرکت و دبیر کمیته حزب کمونیست آن خدمت می‌کند، تأسیس شد. تا تاریخ ۲۰۲۱ داهوا پس از هایک ویژن دومین شرکت بزرگ نظارت تصویری در جهان از نظر درآمد بوده است.

## تاریخچه
داهوا در سال ۲۰۰۱ توسط فو لیکوان و برخی از همکاران سابقش از یک کارخانه دولتی تجهیزات الکترونیکی تأسیس شد. این شرکت در ابتدا بر روی تولید دستگاه ضبط تصویر دیجیتال متمرکز شد. در سال ۲۰۰۸، فناوری داهوا عرضه اولیه سهام خود را در بورس شنژن انجام داد. در سال ۲۰۱۸، داهوا شرکت دوربین فیلمبرداری امنیتی لورکس را خریداری کرد. تا سال ۲۰۱۹، پس از اجرای برنامه نظارتی «چشم‌های تیز» دولت چین، داهوا به دومین شرکت بزرگ نظارت تصویری در جهان تبدیل شد.
داهوا ارائه‌دهنده مجموعه‌ای از محصولات دیجیتال شهر هوشمند است که برای «شهرهای امن» به بازار عرضه شده‌اند. در نوامبر ۲۰۲۰، داهوا برنده یک پروژه شهر هوشمند ۹ میلیون دلاری با ۱۹۰۰ دوربین با دفتر امنیت عمومی چین، جیکسیو شد.
در سال ۲۰۱۲، داهوا سیستم امنیتی الکترونیکی را به شرکت مواد غذایی فرآوری شده شرکت غذای پاناما (EPA) در پاناما ارائه کرد. در پایان سال ۲۰۲۲، شرکت داهوا تکنولوژی قراردادی را برای فروش لورکس به اسکای واچ مستقر در تایوان به قیمت ۷۲ میلیون دلار منعقد کرد. در سال ۲۰۲۲، داهوا فناوری ویدیویی را برای بازی‌های المپیک زمستانی پکن ارائه کرد. فناوری داهوا پشتیبانی فنی و برنامه‌های کاربردی هوشمند را برای مرکز ورزشی هوانگلونگ در طول بازی‌های آسیایی ۲۰۲۲ ارائه کرد.

## محصولات
مجموعه محصولات این شرکت شامل مجموعه‌ای کامل از سخت‌افزارها و نرم‌افزارهای امنیتی پیشرفته که از دوربین مداربسته، هارد و کنترلر گرفته تا مانیتور می‌باشد. به‌علاوه، این شرکت راهکارهای سامانه‌های هوشمند ترافیک، خانه هوشمند و غیره را نیز ارائه می‌دهد.
داهوا اولین شرکتی است که در چین دستگاه ذخیره‌ساز تصویری دیجیتال ۸ کاناله با پخش در زمان واقعی را در سال ۲۰۰۱ راه‌اندازی کرد. از آن زمان، این شرکت همچنان به سرمایه‌گذاری در واحد تحقیق و توسعه کارآمد خود به منظور ارائه فناوری و نوآوری‌های جدید ادامه داده است. این شرکت از سال ۲۰۱۴ حدود ۱۰ درصد از درآمد فروش سالیانه خود را به سرمایه‌گذاری در بخش تحقیق و توسعه اختصاص داده است.
داهوا دارای چهار مؤسسه تحقیقاتی است که عبارتند از مؤسسه فناوری پیشرفته، مؤسسه بیگ دیتا (Big Data)، مؤسسه چیپ (Chip) و مؤسسه ویدئو کلاود (Video Cloud)، و همچنین از بیش از ۶۰۰۰ مهندس و کارشناس فنی تحقیق و توسعه که بر روی فناوری‌های روز در هوش مصنوعی، اینترنت اشیا، خدمات رایانش ابری، ویدئو، امنیت سایبری، اطمینان از نرم‌افزار و دیگر فناوری‌ها کار می‌کنند بهره می‌گیرد. داهوا بیش از ۸۰۰ اختراع را تا سال ۲۰۱۶ به ثبت رسانده است. طبق گزارش IHS در سال ۲۰۱۵، شرکت داهوا رتبه دوم جهان در داشتن بیشترین سهم از بازار در نظارت تصویر را از آن خود کرد در عین حال، این نخستین شرکت امنیتی چینی است که استاندارد فناوری جهانی HDCVI را تأسیس نمود. علاوه بر این، داهوا در ۵۰ شرکت برتر در مجله بین‌المللی A&S در سال ۲۰۱۷ رتبه سوم را کسب کرده است.

### دوربین‌های مداربسته
- دوربین تحت شبکه: این دوربین‌ها از طریق شبکه به دستگاه ضبط متصل می‌شوند و کیفیت تصویر بسیار بالاتری نسبت به دوربین‌های آنالوگ دارند. داهوا مدل‌های گوناگونی از این دوربین‌ها را با ویژگی‌های زیر تولید می‌کند.[۲۶]
  - وضوح بالا: تا ۸ مگاپیکسل و بالاتر
  - دید در شب: با استفاده از فناوری‌های مختلف مانند IR و Starlight
  - قابلیت PTZ یا (Pan-Tilt-Zoom): قابلیت چرخش، بزرگنمایی و تغییر زاویه دید
  - مقاومت در برابر شرایط محیطی: مناسب برای استفاده در محیط‌های داخلی و خارجی
  - قابلیت تشخیص چهره، تشخیص حرکت و …
- دوربین‌های آنالوگ: اگرچه دوربین‌های تحت شبکه محبوبیت بیشتری دارند، اما داهوا همچنان مدل‌های متنوعی از دوربین‌های آنالوگ را نیز تولید می‌کند. این دوربین‌ها برای پروژه‌هایی با بودجه محدود یا سیستم‌های قدیمی مناسب‌تر هستند.

### دستگاه‌های ضبط (NVR و DVR)
- دستگاه ضبط ویدئویی تحت شبکه (NVR): دستگاهی است که برای ضبط تصاویر دوربین‌های تحت شبکه استفاده می‌شود. دستگاه ضبط ویدئویی تحت شبکه دارای پردازنده قوی، حافظه زیاد و قابلیت‌های نرم‌افزاری پیشرفته‌ای هستند.
- دستگاه ضبط تصویر دیجیتال (DVR): دستگاهی است که برای ضبط تصاویر دوربین‌های آنالوگ استفاده می‌شود.

## فناوری

### رابط گرافیکی کامپوزیت با وضوح بالا
رابط گرافیکی کامپوزیت با وضوح بالا (HDCVI)، یک استاندارد در صنعت دوربین مدار بسته و دوربین امنیتی می‌باشد که یکی از فناوری‌های نو برای ارائه راهکارهای HD سامانه نظارتی آنالوگ (CCTV) است. HDCVI یک فناوری انتقال تصویر با وضوح بالا از طریق کابل کواکسیال می‌باشد که امکان انتقال تصاویر HD را با برد طولانی و با هزینه کم فراهم می‌کند، درحالی‌که قابلیت ساختارهای پیچیده را نیز دارد. کمپانی داهوا به‌طور مداومی روی فناوری جوان سازی سیستم‌های مبتنی بر کابل کواکسیال سرمایه‌گذاری می‌کند و حامی آن است. داهوا به عنوان دومین کمپانی تولیدکننده سیستم‌های امنیتی در سطح جهان، و اولین کمپانی ارائه دهنده وضوح ۴کی روی کواکسی است.
داهوا به عنوان مخترع و صاحب امتیاز اختراع فناوری HDCVI، این فناوری را به عنوان یک استاندارد جهانی آزاد معرفی نموده، و هر شخص ثالثی از جمله تولیدکنندگان رقیب نیز به این فناوری دسترسی دارند. مشارکت با کنسرسیوم HDcctv به تولیدکنندگان این اجازه را می‌دهد که با اجرای فناوری HDCVI 2.0 مسیر همواری را برای پذیرش گسترده‌تر و سریعتر محصولات خود در بازار داشته باشند. HDCVI سیگنال ویدئویی را تعدیل کرده و سپس آن را با اتخاذ روش دامنه محور و مدوله‌سازی تربیعی انتقال می‌دهد؛ دلیل نامگذاری آن نیز همین موضوع می‌باشد. این فناوری از تداخل CVBS جلوگیری کرده و سیگنال میزان روشنایی را به‌طور کامل از سیگنال میزان رنگ جدا کرده و از این طریق کیفیت ویدیو را بهبود می‌بخشد.

## تحریم و ممنوعیت‌ها
در سال ۲۰۲۴، داهوا سهام خود را در شعبه آمریکاییش، داهوا فناوری ایالات متحده آمریکا، به واحدی از شرکت مرکزی موشن پیکچرش فروخت. در همان سال، اداره تحقیقات وزارت دادگستری تایوان تحقیقاتی را در مورد داهوا به دلیل پنهان کردن حضورش در این کشور با ایجاد «دو مکان خصوصی» و فهرست کردن کارمندانش به عنوان کارمندان شرکت دیگری اعلام کرد. در آوریل ۲۰۲۱، موتورولا سولوشنز اعلام کرد که IndigoVision، یک شرکت متعلق به موتورولا سولوشنز، با استناد به NDAA ایالات متحده و نگرانی‌های زنجیره تأمین، دیگر دوربین‌های داهوا را برچسب گذاری مجدد نمی‌کند.
در سال ۲۰۲۱، بست بای، هوم دیپو و لاوز فروش دوربین‌های برند داهوا لورکس (Lorex) را به دلیل نگرانی در مورد همدستی داهوا در نظارت و نقض حقوق بشر در سین کیانگ متوقف کردند. انجمن صنعت امنیت، سازمانی تجاری مستقر در ایالات متحده که نماینده ارائه دهندگان راه حل‌های امنیتی الکترونیکی و فیزیکی در ایالات متحده است، عضویت داهوا تکنولوژی را در ۱ ژوئن ۲۰۲۱ به دلیل نقض نامشخص کدهای اخلاقی آن خاتمه داد. در نوامبر ۲۰۲۱، داهوا در قانون تجهیزات امن به عنوان یکی از چندین نهادی که به دلایل امنیت ملی از دریافت مجوز تجهیزات مخابراتی ایالات متحده منع شده بود، نامگذاری شد.

### استرالیا
در فوریه ۲۰۲۳، وزارت دفاع استرالیا اعلام کرد که دوربین‌های ساخته شده توسط داهوا را از ساختمان‌های خود حذف خواهد کرد.

### کانادا
در دسامبر ۲۰۲۳، استان کبک استفاده از فناوری داهوا را در دولت ممنوع کرد.

### اوکراین
در ژوئن ۲۰۲۳، آژانس ملی پیشگیری از فساد اوکراین، داهوا را در فهرست حامیان بین‌المللی جنگ خود به اتهام تأمین تجهیزات نظامی به روسیه قرار داد. در مارس ۲۰۲۴، اوکراین دسترسی عمومی به این فهرست را حذف کرد.

### بریتانیا
در نوامبر ۲۰۲۲، بریتانیا استفاده از تجهیزات داهوا را در ساختمان‌های دولتی ممنوع کرد.

### ایالات متحده آمریکا
در اکتبر ۲۰۱۹، دولت ایالات متحده، داهوا را به دلیل نقشش در نظارت جمعی از اویغورها در سین‌کیانگ، یکی از مناطق خودمختار کشور جمهوری خلق چین و سایر اقلیت‌های قومی و مذهبی در چین در فهرست نهادهای اداره صنعت و امنیت قرار داد. قانون مجوز دفاع ملی جان اس. مک کین برای سال مالی 2019 (NDAA) استفاده از تجهیزات داهوا را در قراردادهای فدرال ایالات متحده ممنوع کرد.
در مارس ۲۰۲۱، کمیسیون فدرال ارتباطات (FCC) اعلام کرد که خدمات و تجهیزات داهوا یک خطر غیرقابل قبول برای امنیت ملی ایالات متحده است. در همان سال، سام بیدل از اینترسپت گزارش داد که دولت ایالات متحده به خرید تجهیزات ساخت داهوا پس از NDAA ادامه داد این پرسش‌ها را در مورد اثربخشی تحریم‌ها ایجاد کرد. در اکتبر ۲۰۲۲، وزارت دفاع ایالات متحده آمریکا داهوا را به فهرستی از «شرکت‌های نظامی چینی» فعال در ایالات متحده اضافه کرد
پس از آنکه جو بایدن قانون تجهیزات ایمن سال ۲۰۲۱ را امضا کرد، در نوامبر ۲۰۲۲، کمیسیون فدرال ارتباطات به دلایل امنیت ملی «دستور توقف موقت» را بر روی فناوری داهوا وضع کرد، که شامل ممنوعیت فروش یا واردات تجهیزات جدید ساخته شده توسط این شرکت می‌شد. فناوری داهوا بیان کرده است که این دستور بر هیچ‌یک از محصولات موجود آن تأثیر نمی‌گذارد. در پی بیانیه داهوا، نشریه صنعت IPVM گزارشی را منتشر کرد که در آن این شرکت را به فریب دادن مردم آمریکا متهم کرد.

## ساختار شرکت

### سهامداران
فناوری داهوا اکثریت متعلق به فو لیکوان و همسرش چن آیلینگ است. تا تاریخ ۳۱ دسامبر ۲۰۲۰، فو به عنوان بزرگ‌ترین سهامدار حدود ۳۴٫۱۸ درصد سهام داشت در حالی که چن ۲٫۳۸ درصد سهام را در اختیار داشت.
بر اساس گزارش مالی سالانه ۲۰۲۰، فناوری داهوا همچنین به ترتیب با ۱٫۰۵٪ و ۱٫۸۲ درصد متعلق به سرمایه‌گذاری مرکزی هویجین و چاینا گلکسی است. سرمایه‌گذاری مرکزی هویجین شرکت دولتی و زیرمجموعه شرکت سرمایه‌گذاری چین است،و به شورای دولتی جمهوری خلق چین گزارش می‌دهد. در مارس ۲۰۲۳، داهوا، ۷۴۰ میلیون دلار سهام جدید را به چاینا موبایل فروخت و معامله ای را که دو سال قبل اعلام شده بود بسته شد. در نتیجه، چاینا موبایل ۸٫۸٪ سهام داهوا را در اختیار گرفت. در مجموع، ۱۱٫۶۷ درصد داهوا متعلق به شرکت‌های دولتی است.
شرکت داهوا حدود ۱۳٬۰۰۰ کارمند در سراسر جهان دارد. راهکارها، محصولات و خدمات داهوا در بیش از ۱۸۰ کشور و منطقه استفاده می‌شود. این شرکت دارای ۳۵ شرکت تابعه در سراسر جهان می‌باشد و آسیا، آمریکا، اروپا، خاورمیانه، اقیانوسیه، آفریقا و غیره را تحت پوشش خود قرار می‌دهد و در بسیاری از کشورهای جهان، مانند شرکت ردیترون در آفریقای جنوبی، شرکت پارس ارتباط افزار در ایران، شرکت دتکتور اسکاندیناویا در سوئد، شرکت داهوا عراق در کشور عراق، شرکت اوکیسان در ترکیه، شرکت دی اچ شیلی و داهوا برزیل در آمریکای جنوبی و غیره نیز نمایندگانی دارد.

## همکاری‌ها
در سال ۲۰۱۶، داهوا با دل برای ساخت سیستم‌های امنیتی هوشمند شریک شد. در سال ۲۰۱۷، داهوا با دانشگاه پست و مخابرات پکن برای ساخت یک آزمایشگاه ویدئویی هوشمند مشترک همکاری کرد. سرویس‌های وب آمازون خدمات ابری را به داهوا ارائه می‌دهد.
در سال ۲۰۱۹، آلیانز پارک با داهوا برای سیستم‌های امنیتی و نظارتی ورزشگاه قرارداد بست. اواخر همان سال، داهوا شروع به ارائه نظارت تصویری به موزه‌های واتیکان در یک دوره ۵ ساله کرد. در آگوست ۲۰۲۲، داهوا با ABCOM Distribution LLC در منا شریک شد. در فوریه ۲۰۲۳، این شرکت و مهندسی و فنون الفطیم، بخشی از گروه الفطیم، برای آوردن فناوری امنیتی به عربستان سعودی شریک شدند.

## آسیب‌پذیری‌های امنیت سایبری
در سپتامبر ۲۰۱۶، بزرگ‌ترین حمله محروم‌سازی از سرویس (DDoS)، در KrebsOnSecurity.com، به یک بات‌نت ردیابی شد. بر اساس ارائه‌دهنده اینترنت لول ثری کامیونیکیشنز، رایج‌ترین دستگاه‌های آلوده در این بات‌نت دوربین‌های OEM و DVR داهوا بودند. نزدیک به یک میلیون دستگاه داهوا به بدافزار BASHLITE آلوده شدند. یک آسیب‌پذیری در اکثر دوربین‌های داهوا کشف شد که به هر کسی اجازه می‌دهد تا کنترل کامل سیستم عامل لینوکس زیربنایی دستگاه‌ها را فقط با تایپ یک نام کاربری تصادفی با کاراکترهای زیاد در دست بگیرد. دستگاه‌هایی که به آن‌ها اجازه می‌داد در حملات DDoS و همچنین برای کمپین‌های اخاذی با استفاده از باج‌افزار استفاده شوند.
در مارس ۲۰۱۷، درب پشتی بسیاری از دوربین‌های داهوا و دستگاه‌های DVR توسط محققان امنیتی که برای یک شرکت فرچون ۵۰۰ کار می‌کردند، کشف شد. این آسیب‌پذیری روی دوربین‌های شبکه شرکت فرچون ۵۰۰ فعال شده بود و داده‌ها از طریق فایروال این شرکت به چین منتقل می‌شد. با استفاده از یک مرورگر وب، این آسیب‌پذیری به افراد غیرمجاز اجازه می‌داد تا پایگاه داده نام‌های کاربری و هش رمز عبور (password hashes) دستگاه را از راه دور دانلود کنند و متعاقباً به آن دسترسی پیدا کنند. با بهره‌برداری از آن، مهاجمان به‌طور بالقوه می‌توانند فید زنده را از دوربین ببینند یا حتی دوربین را به ابزاری برای انجام حملات سایبری تبدیل کنند. داهوا برای رفع آسیب‌پذیری ۱۱ محصول خود، به روز رسانی سیستم عامل را منتشر کرد. محققان امنیتی دریافتند که سفت‌افزار به‌روزرسانی‌شده حاوی همان آسیب‌پذیری است، اما آسیب‌پذیری به قسمت دیگری از کد منتقل شده است که توسط محققان امنیتی به عنوان فریب عمدی توصیف شد.
در سپتامبر ۲۰۲۱، داهوا یک آسیب‌پذیری دور زدن اصالت‌سنجی را تأیید کرد که بیش از ۳۰ مدل دستگاه را تحت تأثیر قرار می‌دهد که در صورت سوء استفاده، به مهاجمان اجازه می‌دهد تا با ساخت بسته‌های داده مخرب، احراز هویت دستگاه را دور بزنند. در اکتبر ۲۰۲۱، تک‌کرانچ گزارش داد که هوم دیپو و بست بای فروش محصولات داهوا و Ezviz با برند Lorex را متوقف کردند.
در تحقیقات مستند تلویزیونی پانورامای بی‌بی‌سی که در سال ۲۰۲۳ گزارش شد نشان داد IPVM توانست با استفاده از یک آسیب‌پذیری در نرم‌افزار خود در یک نمایش زنده، به دوربین‌های نظارت داهوا دسترسی پیدا کند و از طریق دوربین متصل، اتاق را شنود کند. داهوا این اکسپلویت را از طریق به‌روزرسانی‌های میان‌افزار پس از گزارش به آن‌ها وصله کرد.

## دوربین‌های نظارتی
حداقل از سال ۲۰۲۴، فناوری داهوا و رقیبش هایک ویژن، مجموعاً ۴۰ درصد از بازار جهانی دوربین‌های نظارتی را تأمین می‌کنند. داهوا در نظارت جمعی از اویغورها در سین کیانگ نقش داشته است. در نوامبر ۲۰۲۰، پس از اینکه محققان امنیتی کد نرم‌افزار شناسایی چهره را با نامگذاری بر اساس قومیت شناسایی کردند، داهوا کد مورد نظر را از گیت‌هاب حذف کرد. در فوریه ۲۰۲۱، لس آنجلس تایمز تحقیقی دربارهٔ فناوری داهوا به منظور نظارت بر اویغورها منتشر کرد. بر اساس این تحقیقات، داهوا سیستمی نظارتی ارائه کرده است که شامل «هشدار اویغور در زمان واقعی» با قابلیت دسته‌بندی افراد بر اساس قومیت و رنگ پوست است.
در ماه مه سال ۲۰۲۳، IPVM گزارش داد که داهوا یک فناوری را توسعه داده است که به‌طور خودکار علائم اعتراض و چهره معترضان را شناسایی کرده و به پلیس چین گزارش می‌دهد.
از دیگر فناوری‌های این شرکت می‌توان به تلاش داهوا برای توسعه روش‌های جدید حفاظت دیجیتالی هوشمند آب و ایجاد یک تحلیلگر کیفیت آب فراطیفی است. از سال ۲۰۲۳، داهوا سرمایه‌گذاری خود را در ساخت و سازهای زیست‌محیطی افزایش داده بود. داهوا حدود ۱۰ درصد از درآمد سالانه خود را در تحقیق و توسعه سرمایه‌گذاری می‌کند.